# Familia Hilda

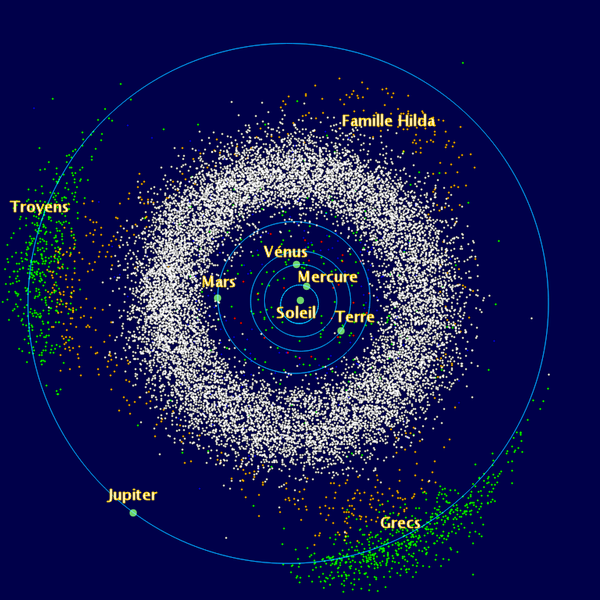
Schema Sistemului Solar, până la orbita lui Jupiter, punând în evidență membrii familiei Hilda (în brun). Sunt indicați și asteroizii troieni (în verde) și cei din centura de asteroizi (în alb).

Familia Hilda este un grup de asteroizi care orbitează în partea externă a centurii principale, între Marte și Jupiter.
Ei nu formează o familie de asteroizi în sensul original al termenului întrucât ei nu provin dintr-un același obiect, ci formează, mai degrabă, o familie „dinamică”, fiind toți în rezonanță orbitală de 3:2 cu Jupiter.
Sunt denumiți așa după 153 Hilda, un asteroid descoperit în 1875.

## Orbită

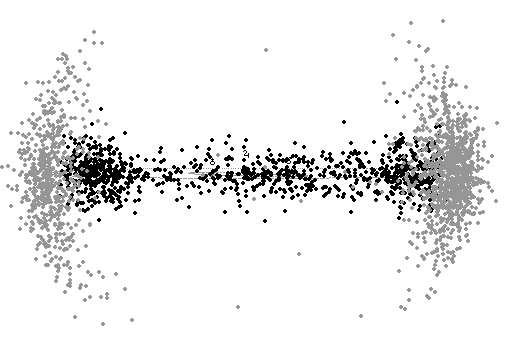
Schema poziţiilor asteroizilor Hilda (în negru) şi asteroizii troieni (în gri), văzuţi în planul eclipticii.

Asteroizii din familie posedă semiaxele majore cuprinse între 3,7 și 4,2 ua, o excentricitate cuprinsă între 0,045 și 0,3 și o înclinație mai mică de 20° în raport cu planul eclipticii.

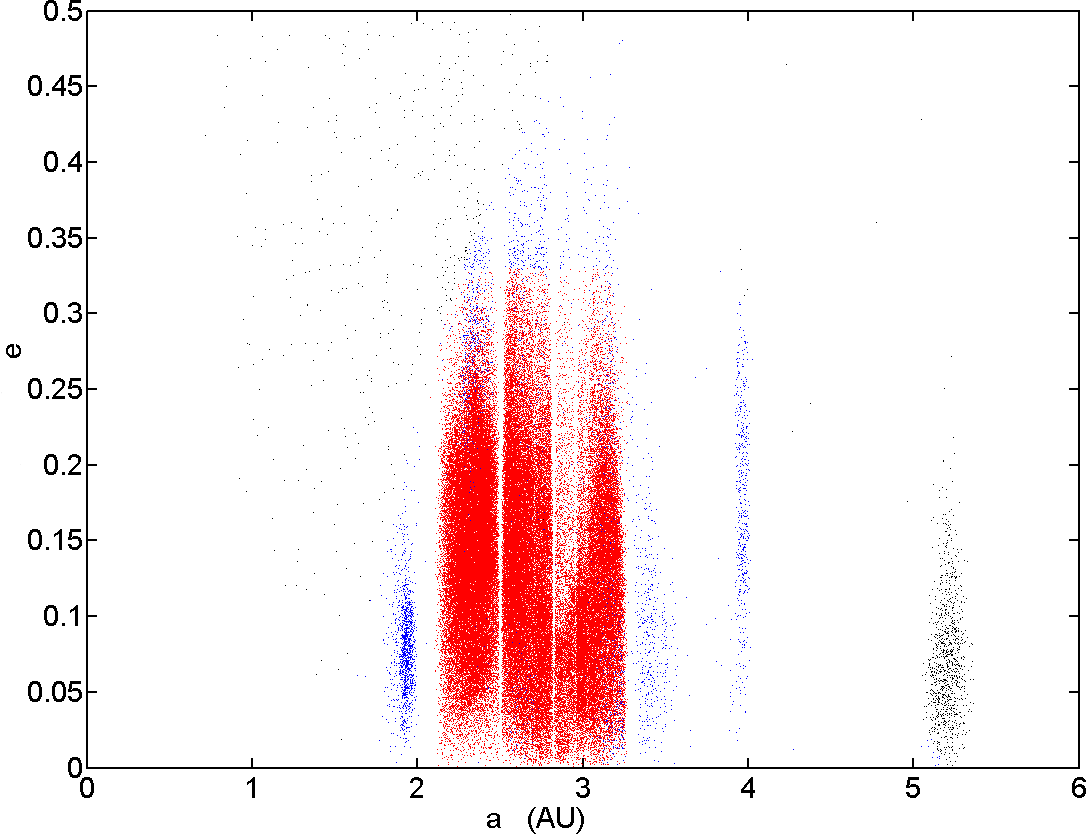
Grupele de asteroizi până la orbita lui Jupiter, afișându-se excentricitatea în funcție de semiaxa majoră. Asteroizii din familia Hilda sunt în albastru la dreapta (la cca 4 UA). Regiunea centrală a centurii de asteroizi este afișată în roșu.

Sunt caracterizați de un fenomen al rezonanței orbitale cu Jupiter și realizează trei orbite în jurul Soarelui în timp ce Jupiter parcurge două. Pe de altă parte, membrii familiei Hilda se deplasează pe orbita lor eliptică în așa fel încât afeliul lor este întotdeauna opus celui al lui Jupiter în raport cu Soarele, sau cu 60° în avans sau în întârziere față de Jupiter pe o orbită mai mică decât orbita acestuia. În cursul a trei orbite succesive fiecare asteroid Hilda trece succesiv prin fiecare  din aceste trei puncte.
Spre deosebire de asterozii troieni,  asteroizii Hilda pot să ia indiferent ce diferență de longitudine cu Jupiter, cu excepția acelora care îi apropie prea mult de planetă.

## Dinamică

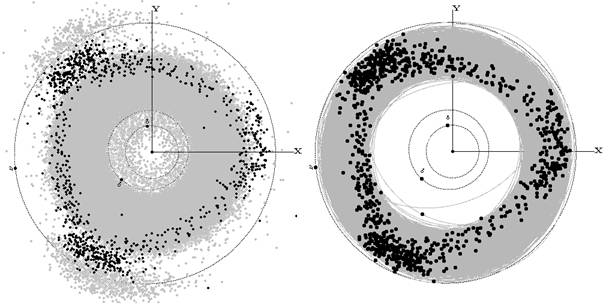
În stânga, triunghiul lui Hilda, trasat pe poziţia asteroizilor cunoscuţi până la orbita lui Jupiter. În dreapta, acelaşi trunghi pe fondul orbitelor membrilor săi.

Dacă fiecare asteroid din familia Hilda se deplasează urmând propria sa orbită eliptică, mulțimea acestor asteroizi formează în orice moment o formă triunghiulară cu liniile de intersecție ușor convexe și cu colțuri trunchiate. Această structură pare să fie stabilă pe termen lung. 

## Listă
În septembrie 2015, numărul asteroizilor cunoscuți din familia Hilda era de 3791, dintre care 1872 sunt numerotați, iar 155 denumiți. Mai jos se află o listă a caracteristicilor primilor asteroizi din familia Hilda.
| Numele asteroidului | Numele asteroidului | Diametrul mediu | Semiaxa majoră | Înclinația orbitală | Excentricitate | Anul descoperirii asteroidului |
| ------------------- | ------------------- | --------------- | -------------- | ------------------- | -------------- | ------------------------------ |
| 153                 | Hilda               | 170,6 km        | 3,976 UA       | 7,835°              | 0,141          | 1875                           |
| 190                 | Ismene              | 159,0 km        | 3,982 UA       | 6,166°              | 0,166          | 1878                           |
| 361                 | Bononia             | 142,0 km        | 3,954 UA       | 12,632°             | 0,213          | 1893                           |
| 499                 | Venusia             | 81,4 km         | 4,010 UA       | 2,091°              | 0,214          | 1902                           |
| 958                 | Asplinda            | 47,08 km        | 3,989 UA       | 5,628°              | 0,186          | 1921                           |
| 1578                | Kirkwood            | 51,88 km        | 3,929 UA       | 0,809°              | 0,238          | 1951                           |
| 4196                | Shuya               |                 | 3,902 UA       | 1.5°                | 0,045          | 1982                           |
| 5439                | Couturier           |                 | 3.949 UA       | 1.233°              | 0.157          | 1990                           |
| 6984                | Lewiscarroll        |                 | 3,978 UA       | 16,79°              | 0,189          | 1994                           |
| 14845               | Hegel               |                 | 3,952 UA       | 4,899°              | 0,238          | 1988                           |